# Buzz Bombers
Buzz Bombers, traduit Les Bombardiers bourdonnants dans certaines versions destinées aux marchés francophones, est un jeu vidéo développé et édité par Mattel Electronics, sorti en 1983 sur la console Intellivision,.

## Système de jeu
Buzz Bombers reprend le principe de Centipede. Le joueur doit stopper un essaim d'abeilles en colère avec une bombe aérosol avant qu'il ne pollinise les fleurs en bas de l'écran. Lorsqu'une abeille est atteinte par le jet de pulvérisation, elle se change en alvéole, qui augmente le score mais dévie le vol des insectes restants.

## Développement
Le jeu est conçu et écrit par Michael « Mike » Breen. La musique, composée par Bill Goodrich, est une reprise de l'interlude Le Vol du bourdon de Nikolaï Rimski-Korsakov.

## Héritage
Buzz Bombers est présent, émulé, dans la compilation Intellivision Lives! (en) sortie sur diverses plateformes.